# Prinsesse Thyra (1880-1945)
 For alternative betydninger, se Prinsesse Thyra. (Se også artikler, som begynder med Prinsesse Thyra)
Prinsesse Thyra af Danmark (født Thyra Louise Caroline Amalia Augusta Elisabeth 14. marts 1880, død 2. november 1945) var datter af Frederik 8. og Louise af Sverige-Norge. Hun var opkaldt efter sin faster hertuginde Thyra af Cumberland

## Biografi
Prinsesse Thyra blev født den 14. marts 1880 i Frederik VIII's Palæ på Amalienborg Slot i København i sin farfar Kong Christian 9.'s regeringstid. Hun var det sjette barn og tredje datter af Kronprins Frederik (den senere Frederik 8.) og Kronprinsesse Louise af Danmark. Hendes far var den ældste søn af Kong Christian 9. og Dronning Louise af Danmark, mens hendes mor var den eneste datter af Kong Karl 15. og Dronning Louise af Sverige og Norge. Hun blev døbt med navnene Thyra Louise Caroline Amalie Augusta Elisabeth og var kendt som Prinsesse Thyra (opkaldt efter sin fars søster Prinsesse Thyra).
Prinsesse Thyra voksede op med sine søskende i forældrenes residens i Frederik VIII's Palæ på Amalienborg Slot og i sommerresidensen Charlottenlund Slot ved Øresund nord for København. Kronprinsparrets børn blev opdraget af deres mor, hvad der var usædvanligt for tiden, hvor opdragelsen af kongelige børn som regel blev varetaget af guvernanter. Under deres mors opsyn modtog kronprinsparrets børn en forholdsvis streng kristent domineret opdragelse, som lagde vægt på nøjsomhed, pligtopfyldelse, regelmæssighed, flid og orden.

## Titler, prædikater og æresbevisninger

### Titler og prædikater fra fødsel til død
- 14. marts 1880 – 2. november 1945: Hendes Kongelige Højhed Prinsesse Thyra af Danmark

## Anetavle
Se Christian 10.s anetavle